# Cluniella ornata
Cluniella ornata is een hooiwagen uit de familie Triaenonychidae.